# Белла Абзуґ
Белла Абзуґ (англ. Bella Savitzky Abzug; 24 липня 1920, Нью-Йорк, США — 31 березня 1998, Квінс, США) — американська політична діячка, член Палати представників США, громадська активістка, феміністка, співорганізатор громадської організації руху за права жінок Women's Environment and Development Organization (WEDO).

## Життєпис
Белла Абзуґ народилася 1920 року в Нью-Йорку в родині єврейських іммігрантів з Чернігівщини. Її батько керував м'ясним ринком, коли він помер, Беллі було 13 років. І хоча ортодоксальна синагога не дозволяє жінкам виконувати кадиш, оскільки цей обряд існує для синів померлого, проте в її сім'ї не було синів, тож Бела сама ходила в синагогу щоранку протягом року, щоб прочитати молитву.
Абзуґ закінчила середню школу Walton High School в Нью-Йорку, де була старостою класу, вступила до коледжу Хантера університету міста Нью-Йорка й одночасно відвідувала єврейську теологічну семінарію. Пізніше, в 1944 році, вона отримала диплом юристки в Колумбійському університеті.
Белла була прийнята в 1945 році в Нью-Йоркську колегію адвокатів, її спеціалізацією були трудове право і громадянське право. Вона оскаржила справу Віллі Макгі, чорношкірого чоловіка, заарештованого в 1945 році за зґвалтування білої жінки в місті Лорелі, штат Міссісіпі, і засудженого до смерті білими присяжними, які обговорювали вердикт всього дві з половиною хвилини. Абзуґ програла апеляцію, чоловіка стратили.
Коли Абзуґ балотувалася до Палати представників у 1970-му, то зі своїми яскравими капелюшками та викличними сукнями вона була найупізнаванішою жінкою в політиці США. Тоді це було не так уже й складно: з 435 членів Палати представників було лише 14 жінок. Белла зуміла обратися у 1970-му, багато у чому завдяки своїй пацифістській позиції і руху проти В'єтнамської війни. Вона була однією з перших учасниць Страйку жінок за мир. Її конкурентом на окрузі був ветеран війни у В'єтнамі Леонард Фарбштейн, а її гаслом — «This Woman's Place Is in the House — the House of Representatives» (гра слів: англійською house — це дім, а House of Representatives — Палата представників).
Про Абзуґ розповідають як про досить жорстку керівницю. У книжці згадується епізод, як їй дзвонив хворий працівник, намагаючись відпроситися, на що Белла відповіла: «Прокляття, поки я плачу вам зарплату, ви маєте ходити на роботу». Її зброєю був організаторський талант та знання законодавчих процедур. Вона зуміла прив'язати свої правки до абсолютно незв'язаних законодавчих актів — як говорив один з її помічників, «так, як це робили південні сенатори», а також змінила законопроєкти, щоб фінансування майже будь-якої програми включало положення про заборону сексуальної дискримінації.
Вона стала одним з перших членів Конгресу США, хто підтримав права гомосексуалів, представивши разом з іншим політиком-демократом Едом Кочем, майбутнім мером Нью-Йорка, перший федеральний законопроєкт про права гомосексуалів, відомий як Equality Act of 1974.
За своє коротке перебування у Вашингтоні, Абзуг зробила досить багато, особливо у сфері прав жінок. Вона просувала феміністичний порядок денний не тільки у залі Конгресу, а й у «коридорах влади»: вона добилася права для жінок відвідувати басейн Палати представників та запровадила звертання «міс» (Ms.) у політичний лексикон.
На її рахунку також внесення поправки до Федерального закону про автомобільні дороги, яким передбачено виділення коштів на створення пандусів.
Абзуг заснувала і керувала кількома жіночими правозахисними організаціями, брала участь у феміністських пропагандистських заходах, наприклад, у Women's Equality Day New York March в Нью-Йорку 26 серпня 1980 року.
На момент її смерті в 1998 році вона стала настільки відомою, що деяких лідерів і лідерок з інших країн називали «Белла Абзуг Нігерії» або «Белла Абзуг Монголії».